# 2017 SH33
2017 SH33 ist ein Asteroid, der zu den Erdnahen Asteroiden (Amor-Typ) zählt und am 25. September 2017 vom Wide-field Infrared Survey Explorer (IAU-Code C51) entdeckt wurde. Der Asteroid wird (Stand: 6. Februar 2025) auf der NEO Risk List mit einer kumulativen Einschlagswahrscheinlichkeit von 1 zu 138000000 in den Jahren 2026 bis 2086 geführt. Der Durchmesser des Asteroids wird auf etwa 500 bis 1200 Meter geschätzt. Da insgesamt nur 11 Beobachtungen vorliegen und der Asteroid seit 2017 nicht mehr gesehen wurde, sind alle Angaben mit großen Unsicherheiten behaftet.